# Бивје
Бивје (фр. Biviers) насеље је и општина у источној Француској у региону Рона-Алпи, у департману Изер која припада префектури Гренобл.
По подацима из 2011. године у општини је живело 2.340 становника, а густина насељености је износила 379,25 становника/km². Општина се простире на површини од 6,17 km². Налази се на средњој надморској висини од 400 метара (максималној 1.388 m, а минималној 311 m).

## Демографија
| 1962. | 1968. | 1975. | 1982. | 1990. | 1999. | 2011. |
| ----- | ----- | ----- | ----- | ----- | ----- | ----- |
| 679   | 964   | 1.733 | 2.147 | 2.258 | 2.383 | 2.340 |

График промене броја становника у току последњих година